# Kilian Metzinger

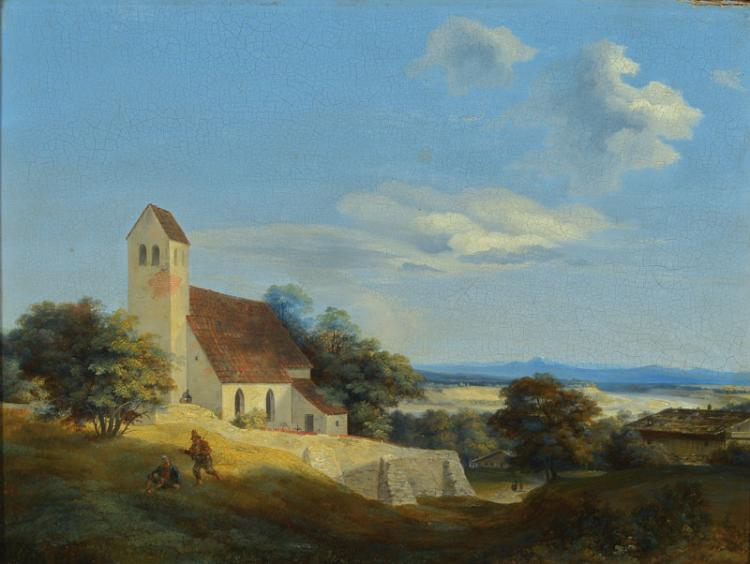
Blick über die Ebene auf die Alpen

Kilian Metzinger (* 19. Juni 1806 in Aschaffenburg; † 17. März 1869 in München) war ein deutscher Landschaftsmaler.
Nach dem privaten Malunterricht in Aschaffenburg studierte Metzinger ab dem 28. Dezember 1830 an der Königlichen Akademie der Künste in München.
Nach dem Studium war er in München als Landschaftsmaler tätig, stellte seine Werke im Münchener Kunstverein aus.